# 劒刀石床別命神社

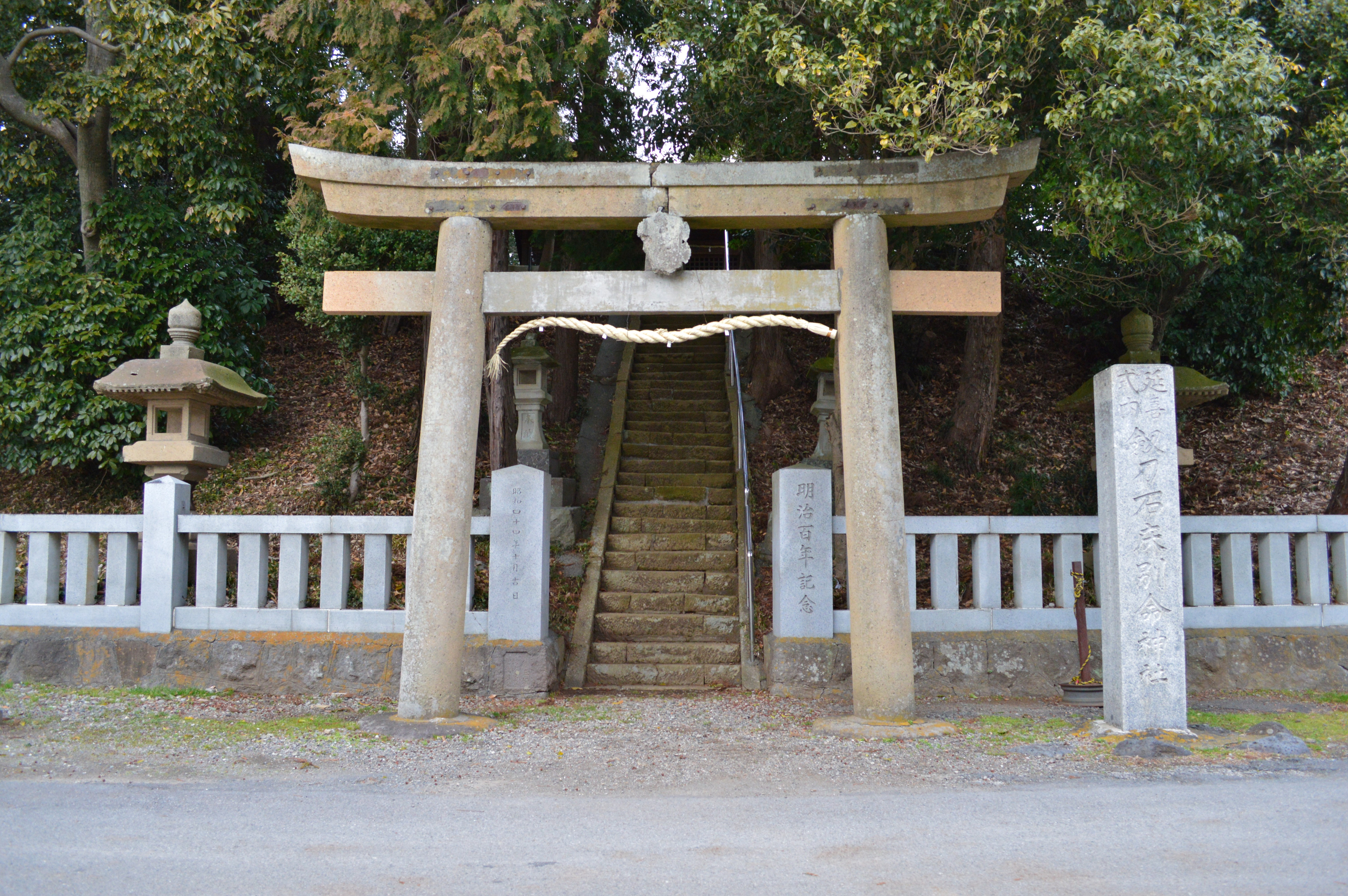
鳥居

劒刀石床別命神社（つるぎたちいわとこわけのみことじんじゃ、剣刀石床別命神社）は、静岡県三島市谷田にある神社。式内社で、旧社格は村社。

## 祭神
祭神は次の2柱。
- 劒刀石床別命 （つるぎたちいわとこわけのみこと）
- 日本武尊 （やまとたけるのみこと）
祭神を日本武尊とする由来は不詳。日本武尊の東征伝説に基づくと推測される[3]。

## 歴史

### 創建
社伝では、「一の滝」「二の滝」「三の滝」と称される滝に対する信仰が当社の創祀という。うち二の滝・三の滝は鉄道敷設によって失われたが、一の滝は三島市竹倉（古称：嶽座）に現存する。また、その竹倉の「劔なす石床」から湧く水に対する信仰に始まるともいう。
現在道路によって分断されている当社背後の台地とはかつて地続きであったといい、その台地には古墳群が確認されている。このことから、古墳時代から当地で神祭が行われたと推測される。

### 概史
延長5年（927年）成立の『延喜式』神名帳では、伊豆国田方郡の式内社「剣刀石床別命神社」が当社に比定される。ただし、当社の比定を示す史料は文亀2年（1502年）の棟札まで下る。当社が式内社であるとすれば、一の滝・二の滝・三の滝の石床・絶壁が「剣刀石床」を表すとされる。なお、読みは九条家本で「ツルキタチイハトコ」と振られるが、他に「ケムトノイハトコ」と振る写本もある。
中世の『伊豆国神階帳』では、「従四位上 たき山の明神」または「従四位上 なつめの明神」が当社に比定される。
中世末頃には山岳信仰である修験道と習合しており、「御嶽大権現」とも称された。その他詳細な歴史は明らかではないが、文亀・天正・元文・文政・嘉永等の棟札を蔵するほか、明和の鳥居扁額を掲げている。
明治6年（1873年）、近代社格制度において村社に列した。当社は明治の神仏分離に際して「御嶽神社」を称していたが、昭和23年（1948年）に現在の「劒刀石床別命神社」に改称した。現在は俗に「谷田御門神社」とも呼ばれる。

### 神階
- 従四位上 （『伊豆国神階帳』） - 「たき山の明神」[4]または「なつめの明神」[2]。

## 摂末社
- 八坂神社
- 秋葉神社
- 山の神神社

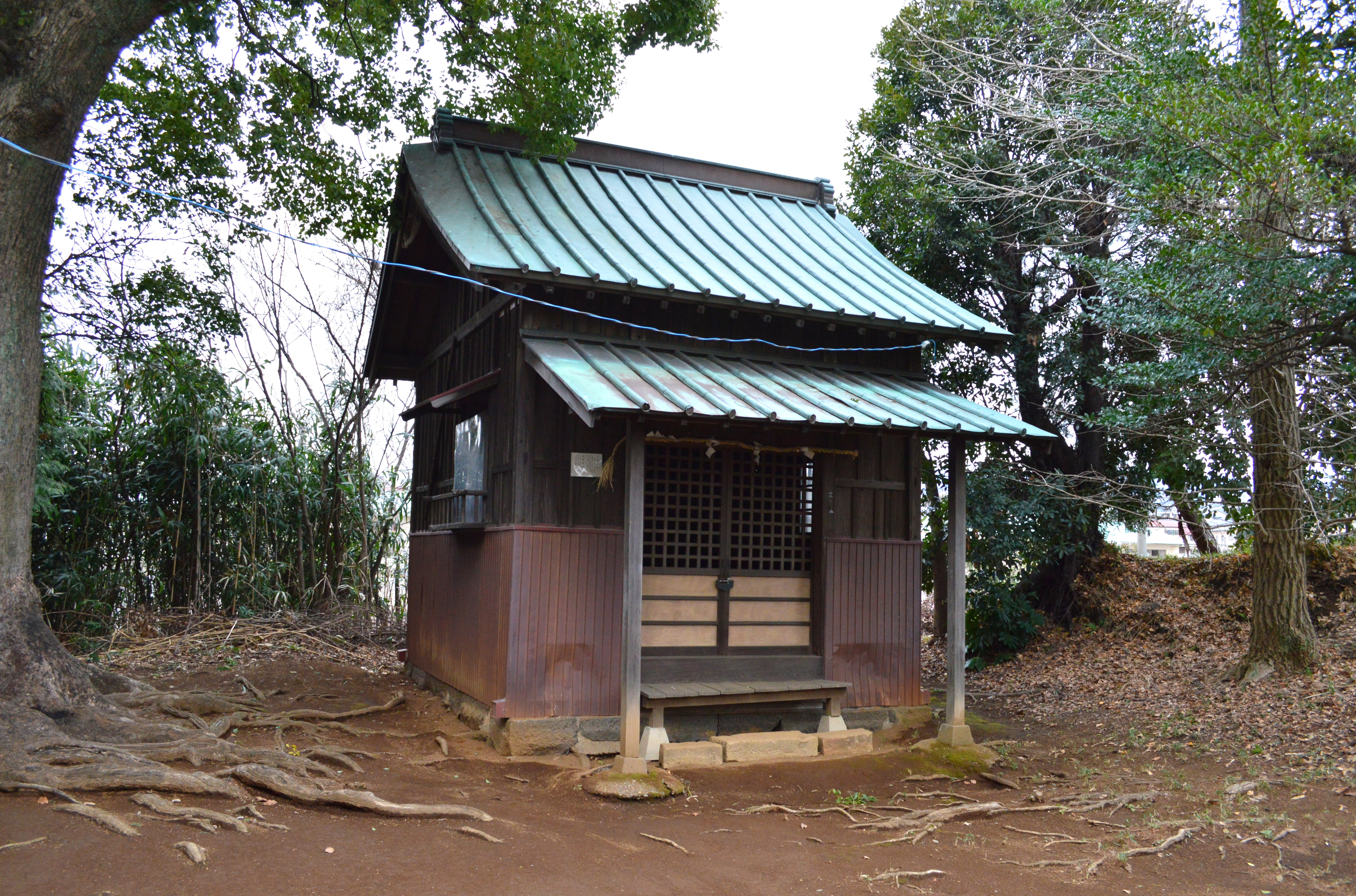
八坂神社・秋葉神社
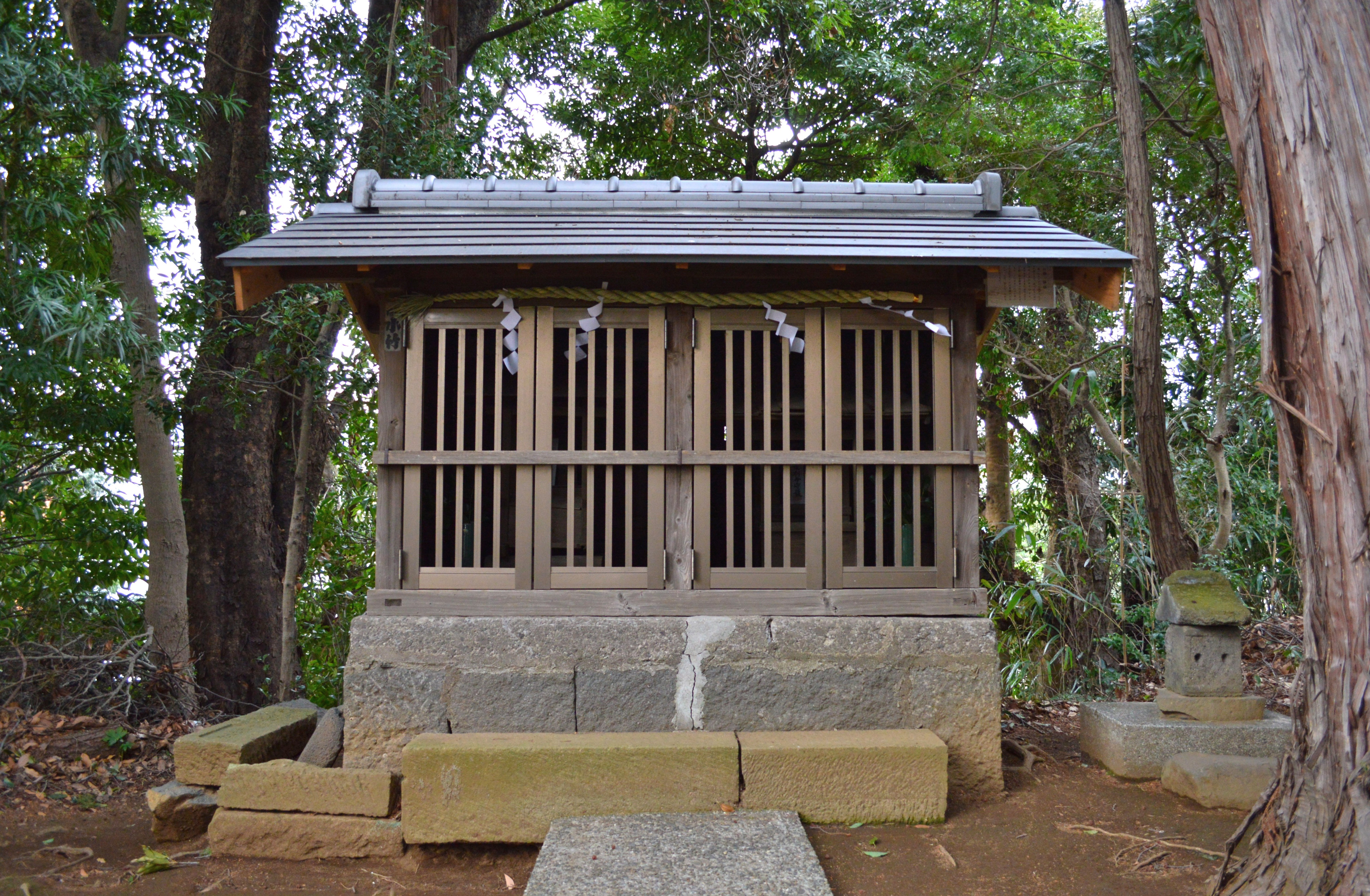
山の神神社

## 祭事
祭典は1月15日と10月15日に行われるが、うち後者が例祭である。